# Санрайз-Манор (Невада)
Санрайз-Манор (англ. Sunrise Manor) — переписна місцевість (CDP) в США, в окрузі Кларк штату Невада. Населення — 205 618 осіб (2020).

## Географія
Санрайз-Манор розташований за координатами 36°10′43″ пн. ш. 115°2′56″ зх. д. / 36.17861° пн. ш. 115.04889° зх. д. (36.178475, -115.048973).  За даними Бюро перепису населення США в 2010 році переписна місцевість мала площу 86,38 км², уся площа — суходіл.

## Демографія
Згідно з переписом 2010 року, у переписній місцевості мешкали 189 372 особи в 60 874 домогосподарствах у складі 43 918 родин. Густота населення становила 2192 особи/км².  Було 70255 помешкань (813/км²).
Расовий склад населення:
| - 48,9 % — білих - 12,6 % — чорних або афроамериканців - 5,7 % — азіатів - 0,9 % — корінних американців - 0,6 % — вихідців з тихоокеанських островів - 26,1 % — осіб інших рас |

До двох чи більше рас належало 5,1 %. Частка іспаномовних становила 48,5 % від усіх жителів.
За віковим діапазоном населення розподілялося таким чином: 30,0 % — особи молодші 18 років, 60,9 % — особи у віці 18—64 років, 9,1 % — особи у віці 65 років та старші. Медіана віку мешканця становила 31,6 року. На 100 осіб жіночої статі у переписній місцевості припадало 99,4 чоловіків;  на 100 жінок у віці від 18 років та старших — 97,4 чоловіків також старших 18 років.
Середній дохід на одне домашнє господарство  становив 50 741 долар США (медіана — 39 586), а середній дохід на одну сім'ю — 54 846 доларів (медіана — 43 572). Медіана доходів становила 33 159 доларів для чоловіків та 30 770 доларів для жінок. За межею бідності перебувало 24,6 % осіб, у тому числі 36,8 % дітей у віці до 18 років та 10,3 % осіб у віці 65 років та старших.
Цивільне працевлаштоване населення становило 78 142 особи. Основні галузі зайнятості: мистецтво, розваги та відпочинок — 30,4 %, роздрібна торгівля — 13,2 %, освіта, охорона здоров'я та соціальна допомога — 12,7 %.